# Culte de la personnalité de Vladimir Poutine

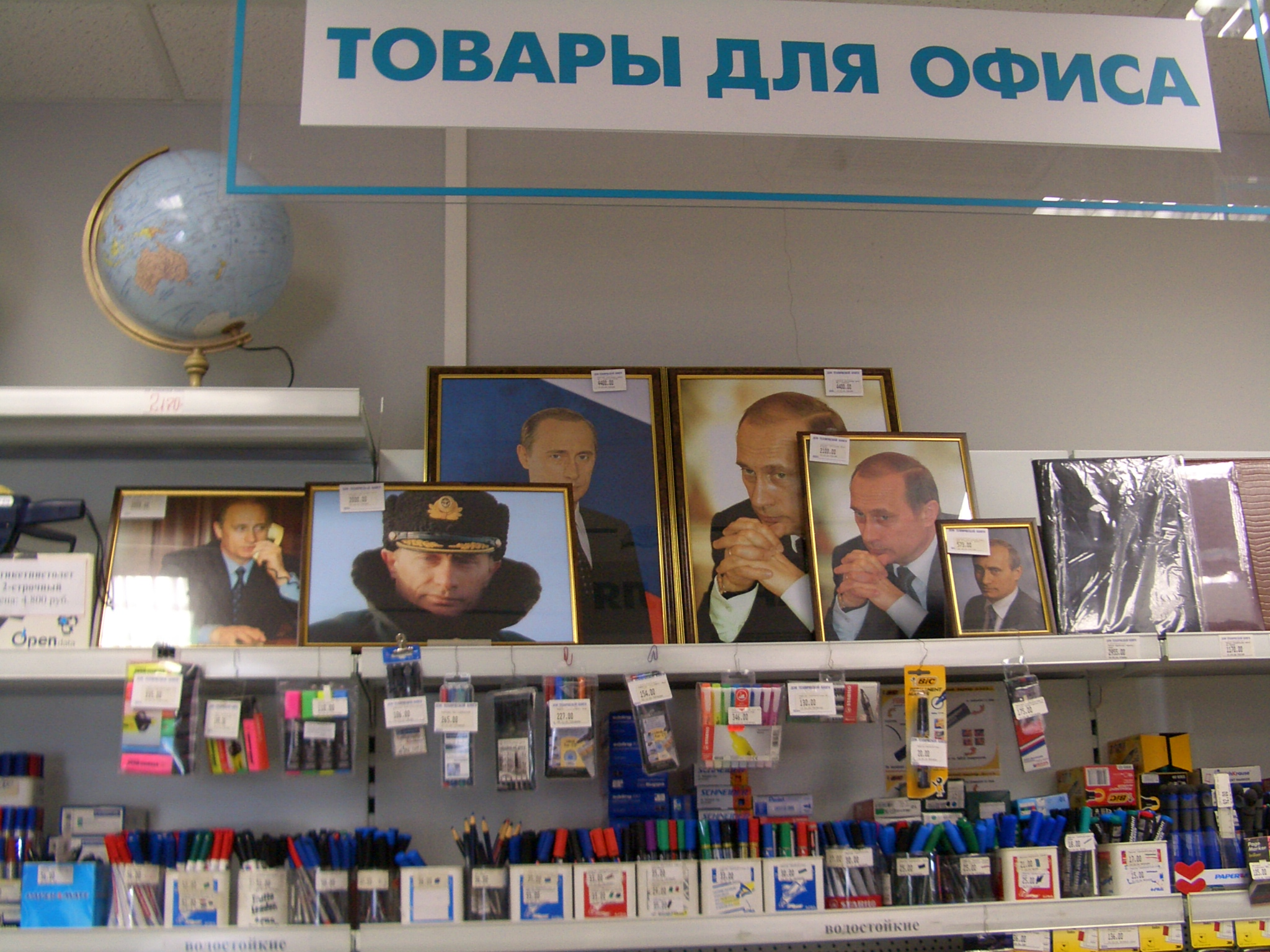
Portraits de Poutine en 2006

Le culte de la personnalité de  Vladimir Poutine se développe depuis l'accession au pouvoir de celui-ci en 1999, comme président du gouvernement de la fédération de Russie et président de la fédération de Russie.

## Historique
À partir de 2001, des bustes de Vladimir Poutine sont installés dans les bâtiments gouvernementaux. Par ailleurs le buste et le jeu de société Le Président patriote sont proposés à la vente, à l'initiative du parti présidentiel Russie unie,. 

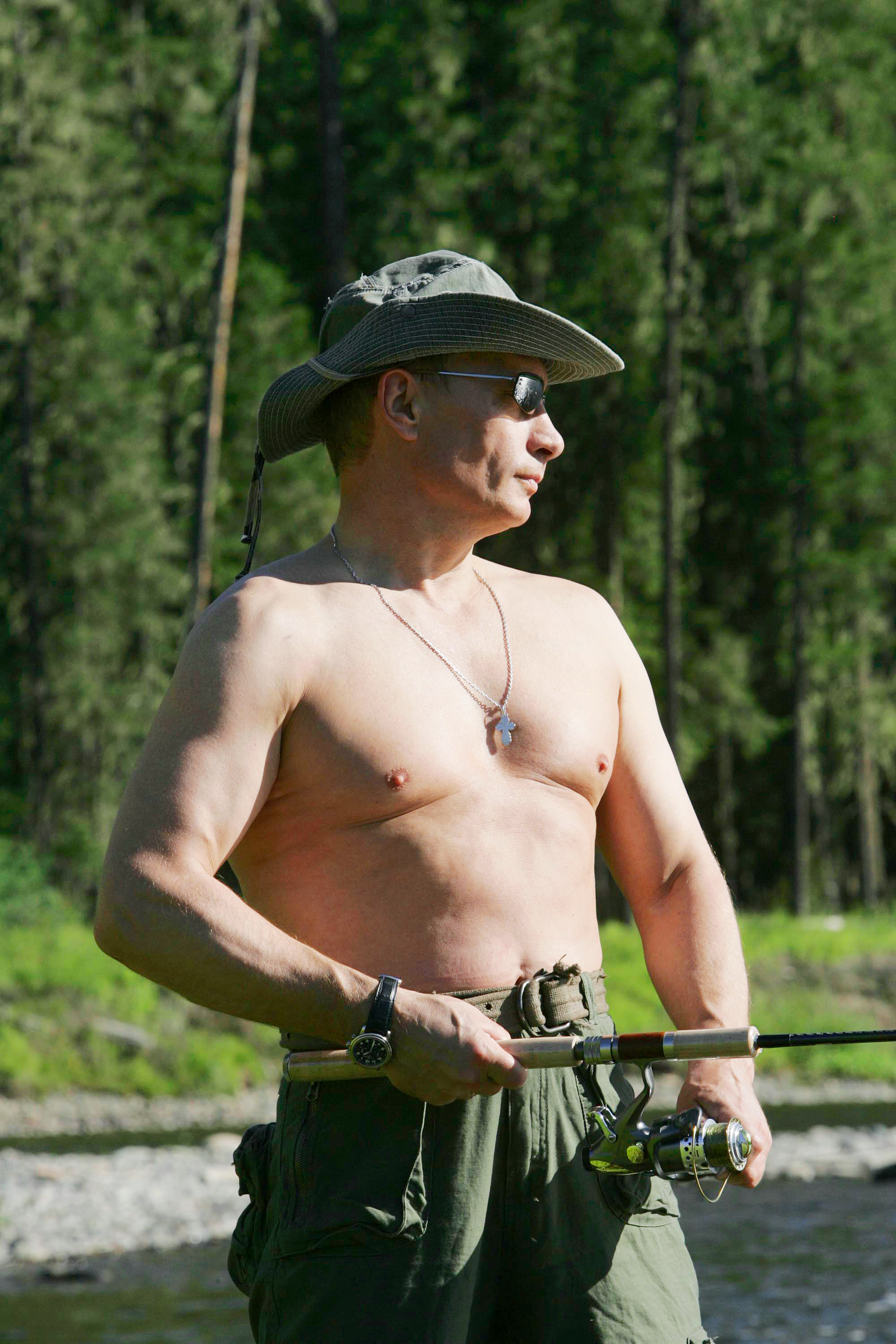
Vladimir Poutine en 2007.

Les portraits de Vladimir Poutine sont largement diffusés. Les livres évocant sa vie sont en devanture dans les librairies dont le désormais célèbre Apprenons le judo avec Poutine. Des magasins, comme Cœurs de la Russie situé dans le centre commercial Goum sur la place Rouge à Moscou, sont spécialisés dans les objets vantant Vladimir Poutine. Des étuis de téléphone portables, des portefeuilles, des porte-clés, des vêtements sont à l'effigie du dirigeant russe. De même, des machines distributrices d'objets similaires sont installées dans les supermarchés ou le métro. 
En 2002, le groupe musical Poiouchtchie vmeste se fait connaitre avec une chanson rendant hommage à Vladimir Poutine, Takowo kak Putin (de), (Такого как Путин), « Comme Poutine ».  
En 2018, la chaine de télévision d'État Rossiya 1 diffuse le dimanche soir l'émission Moscou, Kremlin, Poutine avec pour objectif d'« humaniser »  Vladimir Poutine grâce aux témoignages de son entourage. Dans sa communication, Vladimir Poutine s’assure toujours d'avoir une image héroïque en public.

## Vladimir Poutine et les animaux

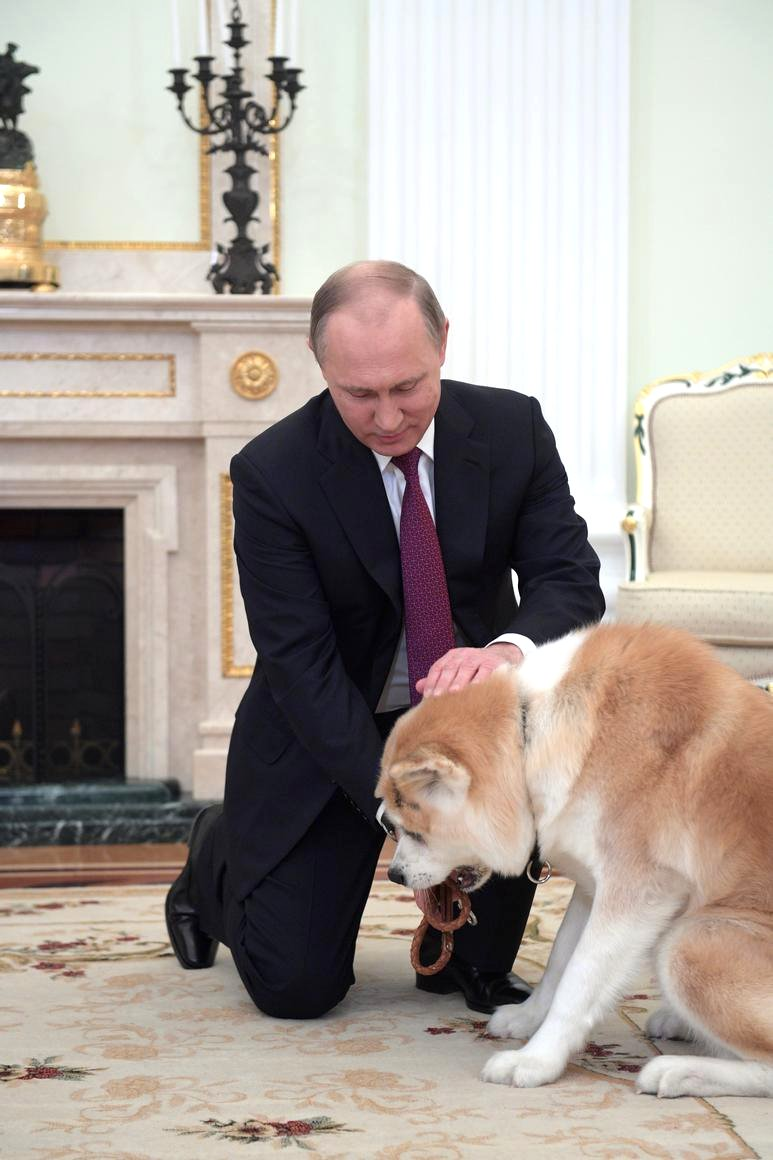
Vladimir Poutine avec Yume (2016)

Pour le journaliste politique Lucas Jakubowicz, Vladimir Poutine instrumentalise les animaux pour montrer son côté humain mais aussi sa puissance, offrant ainsi un double visage. Il se fait photographier avec ses chiens, montrant ainsi un visage humain et empathique. Au contraire, sa puissance s'exprime dans la nature sauvage qu'il est capable de dompter.
Burdett Loomis, professeur de sciences politiques à l'université de Kansas City, estime dans The Washington Post que Poutine sait que les photos avec les animaux représentent une occasion d'améliorer son image. Cette « propagande animalière » permet d'estomper l’image autoritaire qu'il affiche par ailleurs.
Pour Jan Kubik, professeur en études slaves, les photographies de Vladimir Poutine avec des animaux servent à au moins trois objectifs pour son image :
- Montrer une image virile, notamment lorsqu'il monte un cheval torse nu,
- Montrer une image plus douce, relativisant ainsi son image de cruel dictateur,
- Montrer globalement qu'il « a un cœur » mais que son amour est dur et viril.

## Lieux de mémoire
Un musée à son nom est ouvert à Stari Izborsk, une localité proche de Pskov, où le président a passé quelques heures. Selon le directeur du musée : « Les gens veulent aussi voir la fontaine où il a bu ». Le film intitulé « Poutine était ici » y est également diffusé. À Saint-Pétersbourg, un homme d'affaires a fait inscrire à proximité d'un arbre l'inscription : « Cet arbre a été planté par Vladimir Poutine ». Par ailleurs, Le Saint-Pétersbourg de Poutine est un visite guidée dont l'objet est de « faire découvrir l'homme » à travers les lieux de vie du futur leader russe, en commençant par la maternité où Vladimir Poutine est né le 7 octobre 1952. De même, le circuit Les vacances en Sibérie organisé par Rostourism, agence fédérale du tourisme russe, permet de découvrir les lieux de vacances de Vladimir Poutine en Sibérie.